# Lillulamm
Lillulamm är en sjö i Torsby kommun i Värmland och ingår i Göta älvs huvudavrinningsområde. Sjöns area är 0,032 kvadratkilometer och den befinner sig 444 meter över havet.